# 羅拝島
羅拝島 （ナベ＝ド、らはいとう、朝: 나배도）は、朝鮮半島南西沖にある島。大韓民国全羅南道珍島郡鳥島面に属する。

## 概要
羅拝島は、朝鮮半島南西端付近にある珍島のさらに南西沖にある島嶼のひとつである。
島の周囲は大小様々な島に囲まれ、北には上鳥島、東には下鳥島、南には芽島（モ＝ド、모도）、西には観沙島（クァンサ＝ド、관사도）、小馬島（ソマ＝ド、소마도）などが位置している。面積は、1.44平方キロメートル。
朝鮮語で「羅拝」（ナベ、나배）とは、大勢の人が立ち並んでお辞儀をすることをいう。島の全域が多島海海上国立公園に指定されている。